# Hebao
Hebao (kinesiska: 河包) är en köping i sydvästra Kina. Den ligger i stadsdistriktet Rongchang i storstadsområdet Chongqing, omkring 100 kilometer väster om det centrala stadsdistriktet Yuzhong. Antalet invånare är 27 597. Befolkningen består av 13 520 kvinnor och 14 077 män. Barn under 15 år utgör 18,0 %, vuxna 15-64 år 65 %, och äldre över 65 år 15,0 %.